# Elecciones al Senado de Argentina de 1998
Las Elecciones al Senado de la Nación Argentina de 1998 fueron realizadas a lo largo del mencionado año por las Legislaturas de las respectivas provincias para renovar 17 de las 72 bancas del Senado de la Nación.
Estas fueron las últimas elecciones en donde los senadores fueron elegidos por las legislaturas provinciales y la única elección en donde el senador de Capital Federal fue elegido por la Legislatura Porteña. El Partido Justicialista mantuvo su mayoría.

## Cargos a elegir
| Provincia              | Senado    | Senado    |
| Provincia              | Senadores | A renovar |
| ---------------------- | --------- | --------- |
| Buenos Aires           | 3         | —         |
| Ciudad de Buenos Aires | 3         | 1         |
| Catamarca              | 3         | —         |
| Chaco                  | 3         | 1         |
| Chubut                 | 3         | 1         |
| Córdoba                | 3         | 1         |
| Corrientes             | 3         | 1         |
| Entre Ríos             | 3         | —         |
| Formosa                | 3         | 1         |
| Jujuy                  | 3         | 1         |
| La Pampa               | 3         | 1         |
| La Rioja               | 3         | 1         |
| Mendoza                | 3         | —         |
| Misiones               | 3         | 1         |
| Neuquén                | 3         | 1         |
| Río Negro              | 3         | 1         |
| Salta                  | 3         | —         |
| San Juan               | 3         | —         |
| San Luis               | 3         | 1         |
| Santa Cruz             | 3         | 1         |
| Santa Fe               | 3         | —         |
| Santiago del Estero    | 3         | 1         |
| Tierra del Fuego       | 3         | 1         |
| Tucumán                | 3         | 1         |
| Total                  | 72        | 17        |

## Resultados
| Partido                                                   | Partido                                                   | Partido                                                   | Bancas      | Bancas      | Bancas      | Bancas      |
| Partido                                                   | Partido                                                   | Partido                                                   | Obtenidas   | +/-         | Totales     | +/-         |
| --------------------------------------------------------- | --------------------------------------------------------- | --------------------------------------------------------- | ----------- | ----------- | ----------- | ----------- |
|                                                           | Partido Justicialista                                     | Partido Justicialista                                     | 12/17       | Sin cambios | 39/72       | Sin cambios |
|                                                           |                                                           | Unión Cívica Radical                                      | 3/17        | 1           | 21/72       | 1           |
|                                                           | Frente País Solidario                                     | 0/17                                                      | Sin cambios | 1/72        | Sin cambios |             |
|                                                           | Partido Bloquista                                         | 0/17                                                      | Sin cambios | 1/72        | Sin cambios |             |
|                                                           | Cruzada Renovadora                                        | 0/17                                                      | Sin cambios | 1/72        | Sin cambios |             |
|                                                           | Partido Renovador de Salta                                | 0/17                                                      | Sin cambios | 1/72        | Sin cambios |             |
| Total Alianza para el Trabajo, la Justicia y la Educación | Total Alianza para el Trabajo, la Justicia y la Educación | Total Alianza para el Trabajo, la Justicia y la Educación | 3/17        | 1           | 25/72       | 1           |
|                                                           | Movimiento Popular Neuquino                               | Movimiento Popular Neuquino                               | 1/17        | Sin cambios | 2/72        | Sin cambios |
|                                                           | Movimiento Popular Fueguino                               | Movimiento Popular Fueguino                               | 1/17        | Sin cambios | 2/72        | Sin cambios |
|                                                           | Fuerza Republicana                                        | Fuerza Republicana                                        | 0/17        | Sin cambios | 1/72        | Sin cambios |
|                                                           |                                                           | Partido Autonomista de Corrientes                         | 0/17        | Sin cambios | 1/72        | Sin cambios |
|                                                           | Partido Liberal de Corrientes                             | 0/17                                                      | 1           | 0/72        | 1           |             |
| Total Pacto Autonomista - Liberal                         | Total Pacto Autonomista - Liberal                         | Total Pacto Autonomista - Liberal                         | 0/17        | 1           | 1/72        | 1           |
| Bancas vacantes                                           | Bancas vacantes                                           | Bancas vacantes                                           | 0/17        | Sin cambios | 2/72        | Sin cambios |

## Resultados por provincia
| Provincia           | Senador saliente                 | Partido | Partido                       | Senador electo                   | Partido | Partido                     |
| ------------------- | -------------------------------- | ------- | ----------------------------- | -------------------------------- | ------- | --------------------------- |
| Capital Federal     | Pacho O'Donnell                  |         | Partido Justicialista         | Carlos Corach                    |         | Partido Justicialista       |
| Chaco               | Hugo Abel Sager                  |         | Partido Justicialista         | Hugo Abel Sager                  |         | Partido Justicialista       |
| Chubut              | César Mac Karthy                 |         | Partido Justicialista         | Juan Carlos Altuna               |         | Unión Cívica Radical        |
| Córdoba             | Conrado Storani                  |         | Unión Cívica Radical          | Luis Molinari Romero             |         | Unión Cívica Radical        |
| Corrientes          | Juan Ramón Aguirre Lanari        |         | Partido Liberal de Corrientes | Tomás Rubén Pruyas               |         | Partido Justicialista       |
| Formosa             | Ana Margarita Peña de López      |         | Partido Justicialista         | Manuel Augusto Rodríguez         |         | Partido Justicialista       |
| Jujuy               | Alberto Tell                     |         | Partido Justicialista         | Alberto Tell                     |         | Partido Justicialista       |
| La Pampa            | Enrique J. M. Martínez Almudévar |         | Partido Justicialista         | Enrique J. M. Martínez Almudévar |         | Partido Justicialista       |
| La Rioja            | Eduardo Menem                    |         | Partido Justicialista         | Eduardo Menem                    |         | Partido Justicialista       |
| Misiones            | Mario Aníbal Losada              |         | Unión Cívica Radical          | Mario Aníbal Losada              |         | Unión Cívica Radical        |
| Neuquén             | Jorge Solana                     |         | Movimiento Popular Neuquino   | Silvia Sapag                     |         | Movimiento Popular Neuquino |
| Río Negro           | Remo Costanzo                    |         | Partido Justicialista         | Remo Costanzo                    |         | Partido Justicialista       |
| San Luis            | Pedro Carlos Maranguello         |         | Partido Justicialista         | Alberto Rodríguez Saá            |         | Partido Justicialista       |
| Santa Cruz          | Felipe Ernesto Ludueña           |         | Partido Justicialista         | Eduardo Arnold                   |         | Partido Justicialista       |
| Santiago del Estero | José Oscar Figueroa              |         | Partido Justicialista         | Carlos Juárez                    |         | Partido Justicialista       |
| Tierra del Fuego    | Juan Carlos Oyarzún              |         | Movimiento Popular Fueguino   | Marcelo Juan Romero              |         | Movimiento Popular Fueguino |
| Tucumán             | Olijela del Valle Rivas          |         | Partido Justicialista         | Palito Ortega                    |         | Partido Justicialista       |

1. ↑  Desde el 15 de diciembre de 1999.
2. ↑  Desde el 22 de diciembre de 1999.
3. ↑  Desde el 8 de marzo de 2000.
4. ↑  No presta juramento. Renuncia el 3 de marzo de 1999, lo reemplaza Jorge Federico Mikkelsen-Löth (PJ) el 3 de marzo de 1999.